# فرچه‌پایان کوینی
فرچه‌پایان کوینی تباری از پروانه‌ها هستند که در تیره فرچه‌پایان قرار دارند.